# Edifier
EDIFIER ist ein chinesisches Unternehmen, welches Produkte im Audio- und Lautsprecherbereich anbietet.

## Geschichte
Das Unternehmen wurde im Mai 1996 in Peking als die Idee „einer kleinen Gruppe unternehmungslustiger Musikliebhaber gegründet“ und begann als OEM-Hersteller für Logitech, Creative und Altec Lansing Lautsprecher zu bauen.
Seit 2007 bietet das Unternehmen Produkte der Eigenmarke direkt an und verlegte dazu die Zentrale nach Shenzhen. Das Unternehmen vertreibt seine Produkte in über 70 Länder und beschäftigt weltweit über 3000 Mitarbeiter. Die jährliche Herstellung der Geräte beträgt ca. 8 Mio. Stück. 2004 vereinbarte und investierte das Unternehmen in eine Partnerschaft mit dem renommierten Lautsprecherdesigner und Toningenieur Phil Jones. Hieraus ging die Marke Airpulse und das Unternehmen Dongguan Platinum Audio Systems hervor.
In Deutschland erfolgte der Hauptvertrieb zeitweise über Jet Computer. Nach der Insolvenz der Jet Computer Products GmbH Ende Mai 2013 übernahm die Hightech Media Components den Generalvertrieb in Deutschland.
2019 gewann das im Vorjahr veröffentlichte A100 Hifi-Lautsprechersystem der Firma den renommierten iF Design Award. Im April 2022 veröffentlichte das Unternehmen eine Pressemeldung über den erneuten Erhalt einer Auszeichnung des iF Industrie Forum Design für drei Produkte. Mitte 2022 präsentierte Edifier laut eines Internetportals neue hochwertige Lautsprecher der AirPulse-Reihe, welche sich gezielt an HiFi-Enthusiasten richtet.